# 만월부인
경수왕후(景垂王后) 또는 만월부인(満月夫人, 생몰년 미상)은 신라 제 35대 왕 경덕왕의 2번째 후비이며 36대 혜공왕의 대비(大妃)이다. 각간(角干) 김의충(金義忠)의 딸이다.

## 가계
- 조부 : 이찬(伊飡) 김순정(金順貞)
- 조모 : 수로부인(水路夫人)
- 부친 : 김의충(金義忠)
  - 남매 : 김옹(金邕)
- 남편 : 신라 제35대왕 경덕왕
  - 아들 : 신라 제36대왕 혜공왕

## 생애
만월부인(경수태후)은 경덕왕의 선비(先妃)로 이찬 순정(順貞)의 딸인 삼모부인(三毛夫人)이 아들이 없어 궁에서 쫓겨난 뒤 차비(次妃)로 들어갔다. 후비가 되고 나서 아들을 낳지 못하자, 경덕왕이 불국사의 승려 표훈(表訓)으로 하여금 하늘로 올라가 천제(天帝)에게 아들을 낳도록 간청하게 하였다. 표훈의 청을 받은 천제가 딸을 낳게 해준다는 것을, 다시 간청하여 아들을 낳게 되었는데 그가 제36대 혜공왕이 된 건운(乾運)이었다. 즉위 당시 혜공왕의 나이가 여덟살이었으므로 경수왕후가 태후로서 섭정하였으나 나랏일을 잘 다스리지 못하고 혜공왕은 시해당하였다. 이후 만월부인에 관한 기록은 없다.